# Ego (альбом Oomph!)
Ego – седьмой студийный альбом немецкой группы Oomph! вышедший 2001 года на лейбле Virgin Schallplatten сопровождаемый двумя синглами — «Supernova» и «Niemand».

## Об альбоме
Песня «Supernova» и одноименный клип стал хитом, однако большинство критиков отзывались об альбоме не очень лестно. Oomph отправились в европейское турне с финской группой HIM где им пришлось выступать перед готической аудиторией, которые приняли Oomph благожелательно.

## Список композиций
1. Ego ("Я")- 4:19
2. Supernova ("Сверхновая") - 3:59
3. Willst du frei sein? ("Хочешь ли ты быть свободным?") - 3:54
4. Drop the Lie ("Перестань лгать") - 3:45
5. Bitter ("Горько") - 4:17
6. Transformation ("Трансформация") - 4:02
7. Atem ("Дыхание") - 3.58
8. Serotonin ("Серотонин") - 2:14
9. Swallow ("Глоток")  - 5:11
10. Viel zu tief ("Слишком глубоко") - 3:47
11. My Darkest Cave ("Моя тёмная пещера") - 3:38
12. Rette mich ("Спаси меня") - 4:25
13. Who You Are ("Кто Ты Есть") - 3:58
14. Kontrollverlust ("Потеря контроля") - 4:46
15. Dopamin ("Дофамин")- 2:43
16. Träum weiter ("Спи дальше") - 1:41

## Синглы
- Supernova
- Niemand (в качестве би-сайда)

## Видеоклипы
- Supernova
- Swallow
- Niemand